# Macronema
Macronema är ett släkte av nattsländor. Macronema ingår i familjen ryssjenattsländor.

## Bildgalleri

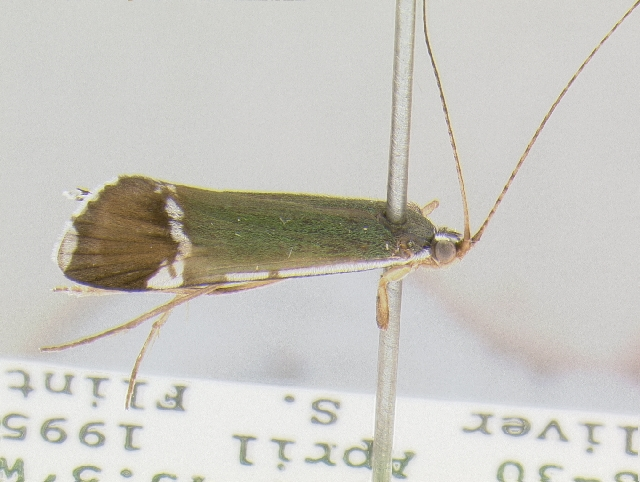
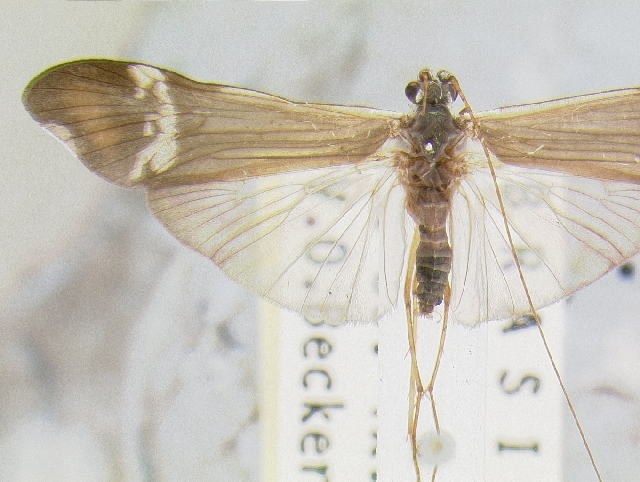
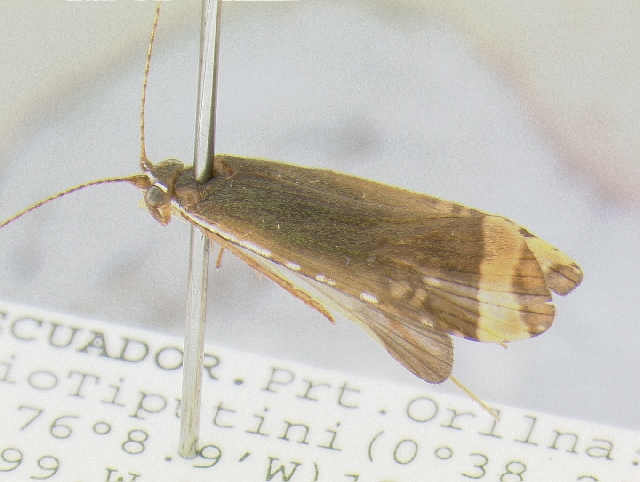
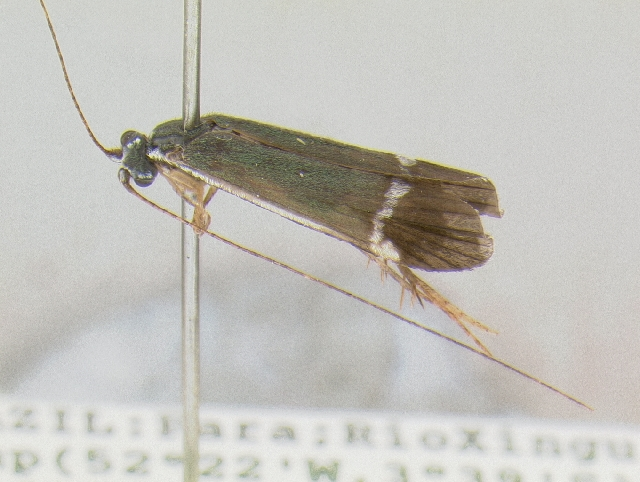
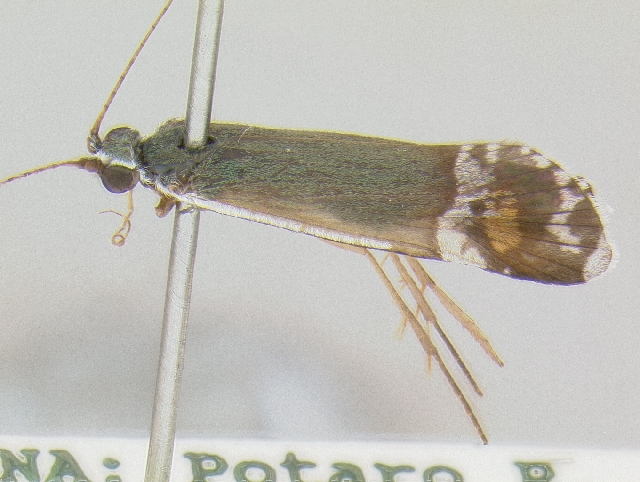
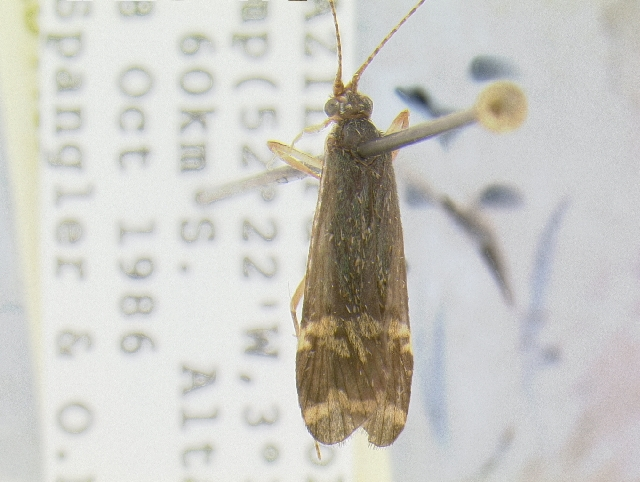

## Dottertaxa tillMacronema, i alfabetisk ordning[1]
- Macronema amazonense
- Macronema argentilineatum
- Macronema bicolor
- Macronema bifidum
- Macronema burmeisteri
- Macronema chalybeoides
- Macronema esterum
- Macronema exophthalmum
- Macronema fragile
- Macronema fraternum
- Macronema fulvum
- Macronema gundlachi
- Macronema hageni
- Macronema immaculatum
- Macronema lachlani
- Macronema lineatum
- Macronema luteipenne
- Macronema matthewsi
- Macronema muelleri
- Macronema paliferum
- Macronema partitum
- Macronema parvum
- Macronema pennyi
- Macronema percitans
- Macronema pertyi
- Macronema picteli
- Macronema reinburgi
- Macronema rubiginosum
- Macronema tremenda
- Macronema variipenne